# 副機師
副機長（英文：First Officer，縮寫：FO）亦稱副駕駛，可以分為初級和高級，職級比機長低，惟資歷不一定比機長淺。副駕駛是航機內擁有第二指揮權的人，權力次於機長。副駕駛肩章上擁有二至三條金色或白色斑紋，制服外套的袖子也有二至三條金色斑紋。在雙人坐的民航機、運輸機、轟炸機上，副駕駛的座位位於駕駛艙右側；在雙人坐的戰鬥機上，副駕駛的座位位於駕駛艙後方；而在雙人坐的教練機與武裝直升機上，副駕駛的座位位於駕駛艙前方。